# Кулакийско евангелие
Кулакийското евангелие е ръкописна книга, превод на Неделното евангелие, направен през 1863 година в град Кулакия, днес в Гърция, писан с гръцки букви на местния български диалект. Негов автор е Евстатий Киприади. Евангелието е употребявано при църковни служби в селото, което личи от накапаните му с восък страници. Заглавният текст гласи:
| „ | Γ̈οσποδ̈νοβο ὶ σφετάγο Εὐαγγέλιο νὰ Π̈όγα νάσ̮αγο γ̈όλεμα Τσίκφα Χριστι̮άνοφ, ἰσκάρενο νὰ π̈ούγαρτσκο ἰζίκ̮, τουβάσ̮νο ζπόρ νὰ Βαρδ̈αρία, ζὰ οὐφ νεδ̈έλ̄ιτε σάτι, ζὰ γ̈ουδ̈ίνατα, ἰ ζὰ σάτι πραζν̄ίτσ̄ιτι γ̈ολέμιτε, ζὰ τσέλα γ̈οδ̈ίνα ζὰ λ̄ειτουργ̈ίατα. Σὰ πισάλο ὀυτ Ευστάθιο Κυπριάδη οὐφ σέλοτο Κολακία. Νὰ 30 Νοέμβριῳ μέσιτς 1863 | “ |

Предаден с кирилица:
| „ | Господново и сфетаго евангелио на бога нашаго голема црикфа христианоф, искарено на бугарцко изик тувашно збор на Вардариа за уф неделите сати за гудината и за сати празницити големите за цела година за литургиата. Са писало ут Евстатио Киприади уф селото Колакиа на 30 ноемврио месиц 1863. | “ |

Авторът поставя ударението според местния говор.
Друго, подобно евангелие на български, но с гръцки букви е Кониковското евангелие, преведено от Павел Божигробски и отпечатаното през 1852 година в Солун от Киряк и Константин Държилови.